# Лыткина (деревня)
Лыткина  — деревня в Тюменской области Тобольского района  находиться на берегу реки Иртыш, входит в состав Малозоркальцевского сельского поселения.

## Население
| 2010 |
| ---- |
| 360  |

## Улицы
- Набережная улица
- Центральная улица

## Организации
- ФКУ Колония-поселение №9 УФСИН России по Тюменской области

## Транспорт
- Автобусное сообщение